# KRI Nanggala (402)
Нангала (KRI Nanggala (402)) — подводная лодка тип 209 ВМС Индонезии. Во время учений 21 апреля 2021 года затонула к северу от острова Бали.

## Название
Подводная лодка получила название в честь нанга́лы — оружия Баларамы, который в индонезийских культурно-религиозных традициях фигурирует как Баладе́ва. Мифологическое оружие, представляющее собой короткое копьё с клинком сложной формы, изображено на значке подводной лодки.

## История

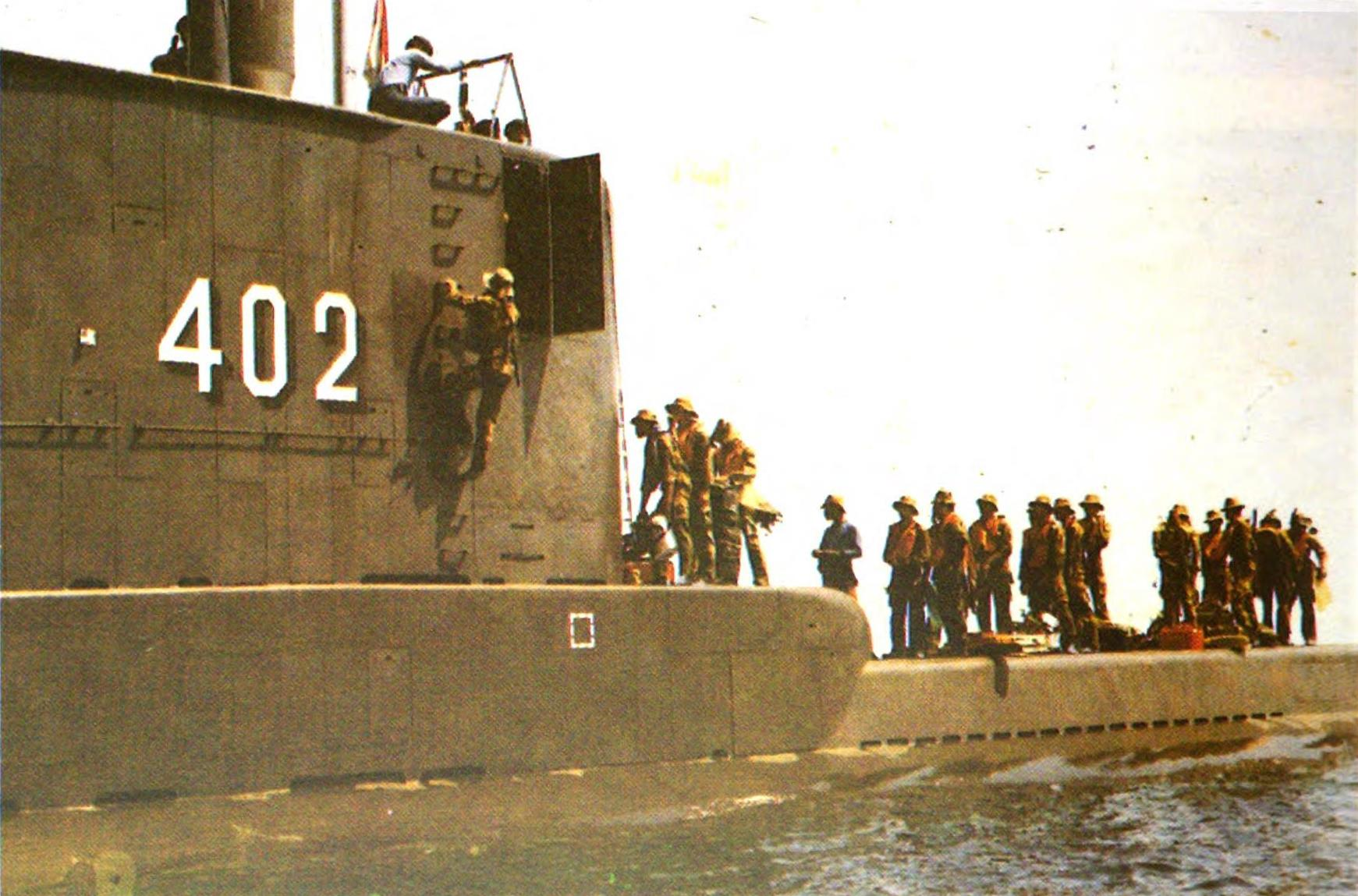
KRI Nanggala (402) на военно-морских учениях в Восточном Калимантане, 1992 год.

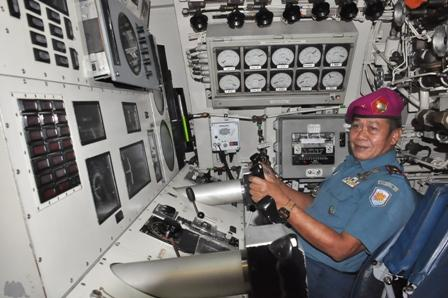
Центральный пост подлодки

Подводная лодка KRI Nanggala (402) спущена на воду в 1981 году в Западной Германии и продана Индонезии за 100 млн долларов. В состав ВМС Индонезии включена в том же году.
Nanggala регулярно участвовала в военно-морских учениях. В 2004 году лодка участвовала в морских учениях в Индийском океане, в ходе которых она потопила списанный индонезийский корабль KRI Rakata.
За свою карьеру подлодка провела несколько сборов разведывательной информации в водах Индонезии. Первая подобная операция была проведена в Индийском океане с апреля по май 1992 года. Вторая — у побережья Восточном Тиморе с августа по октябрь 1999 года: лодка отслеживала передвижения сил международного контингента, высаживавшихся в этот период на территории этой индонезийской провинции, готовившейся к восстановлению государственного суверенитета. Последняя операция такого рода была проведена у побережья индонезийской провинции Восточный Калимантан в мае 2005 года после того, как индонезийский KRI Tedong Naga обнаружил там малайзийский KD Rencong. Помимо сбора разведданных, лодке было поручено выследить учебные цели на территории округа Нунукан этой провинции.
В 1989 году Nanggala прошла ремонт в Howaldtswerke (Германия). Примерно два десятилетия спустя лодка прошла полный ремонт в течение двух лет в Южной Корее на верфях компании Daewoo Shipbuilding & Marine Engineering (DSME), который был завершён в январе 2012 года. Ремонт обошёлся в 63,7 миллиона долларов США, заменил большую часть верхней части подводной лодки и модернизировал её вооружение, гидролокатор, радар, системы боевого управления и двигательные установки. После переоборудования «Нангала» стала способной стрелять четырьмя торпедами одновременно по четырём различным целям и запускать противокорабельные ракеты, такие как Exocet или Harpoon. Её безопасная глубина погружения была увеличена до 257 метров, а максимальная скорость увеличена с 21,5 до 25 узлов.
В 2016 году подводная лодка была оснащена эхолотом KULAÇ производства ASELSAN.

## Исчезновение
21 апреля 2021 года KRI Nanggala (402)  исчезла во время учений примерно в 95 км к северу от Бали. Лодка проводила учебные пуски торпед, но после этого не вышла на связь. Лодка запросила разрешение на погружение для стрельбы в 03:00 WIB, 20 апреля. Примерно через час после получения разрешения надводный персонал потерял контакт с лодкой. По данным ВМФ, около 04:00 WIB Nanggala должна была затопить свои торпедные аппараты, готовясь к запуску торпеды. Последнее сообщение с подлодки пришло в 04:25 WIB, когда командующий учебной оперативной группой санкционировал запуск торпеды № 8. Лодка выпустила боевую и учебную торпеды, прежде чем контакт был потерян.
После этого, около 09:37 WIB, ВМС Индонезии направили сигнал бедствия в Международное отделение связи по спасению и эвакуации с подводных лодок, чтобы сообщить, что лодка пропала без вести и предположительно затонула. Командование флота заявило, что возможно на Nanggala произошло отключение питания, прежде чем лодка провалилась на глубину 600-700 м, тогда как максимальная глубина погружения этой лодки - 500 м.
На борту лодки находились 53 человека, в том числе 49 членов экипажа, один командир и три специалиста по оружию. Самым высокопоставленным морским офицером на подводной лодке был полковник Гарри Сетьяван, командир подразделения подводных лодок 2-го командования флота. С ним в подчинении были подполковник Хери Октавиан, командир подводной лодки, и Ирфан Сури, офицер Службы оружейных материалов и электроники.
Запас кислорода на подлодке был достаточен для всего экипажа и пассажиров в течение трёх дней после её погружения. Кислород мог закончиться в субботу, 24 апреля, в 03:00  WIB (20:00 UTC, 23 апреля), однако имеются резервные системы, которые обеспечивают более низкий, но всё же достаточный уровень кислорода в зависимости от обслуживания оборудования.

## Поиски
Сразу после исчезновения лодки на поиски Нангалы были немедленно направлены три боевых корабля: KRI Diponegoro, KRI Raden Eddy Martadinata и KRI I Gusti Ngurah Rai. В поисках была задействована группа водолазов.
Министерство обороны Индонезии заявило, что правительства Австралии, Сингапура и Индии ответили на их запросы о помощи. Сингапур и Малайзия направили в район поисков свои спасательные суда MV Swift Rescue и MV Mega Bakti соответственно.
22 апреля в поисках были задействованы три подводные лодки, пять самолётов и 21 боевой корабль.
Около 07:00 WIB при воздушном поиске были обнаружены следы разлива нефти на поверхности воды недалеко от того места, где предположительно совершила погружение подводная лодка. Разлив нефти был замечен в нескольких местах.
Другие страны, включая США, Германию, Францию, Россию, Турцию и Таиланд, предложили свою помощь в поисках лодки.
24 апреля 2021 года начальник штаба ВМС Индонезии адмирал Юдо Маргоно сообщил, что запас кислорода на подводной лодке KRI Nanggala-402 закончился в пятницу примерно в 23:00 мск (3:00 по местному времени). На утро 24 апреля спасателям удалось лишь зарегистрировать на глубине 50-100 м электромагнитное излучение, источником которого может быть пропавшая подлодка..
24 апреля 2021 года спасатели обнаружили обломки подводной лодки на глубине 850 метров   (координаты: 7°48′56″ ю. ш. 114°51′20″ в. д.), экипаж из 53 человек погиб.

## Командиры лодки

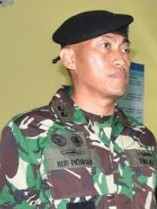
Последний командир подлодки Хери Октавиан

- Морской майор (капитан-лейтенант) Мухаммед Али (2004—2006)
- Морской майор Вираван Ади Прасетья (2013 — 16 мая 2014)
- Морской майор Гарри Сетияван (16 мая 2014 — 8 декабря 2015)
- Подполковник (командир) Видья Пурвандану (8 декабря 2015 г. — 29 сентября 2016 г.)
- Подполковник Ахмад Нур Тауфик (29 сентября 2016 года — 2 декабря 2016 года)
- Морской подполковник Юлиус Азз Заенал (2 декабря 2016 г. — 20 февраля 2019 г.)
- Подполковник Ансори (20 февраля 2019 г. — 3 апреля 2020 г.)
- Морской подполковник Хери Октавиан (3 апреля 2020 г. — апрель 2021) (пропал без вести в 2021 г.)[15]